# Can Dot
Can Dot és una masia de Maçanet de la Selva (Selva) inclosa a l'Inventari del Patrimoni Arquitectònic de Catalunya.

## Descripció
Masia de dues plantes; en la planta baixa, s'hi concentren cinc obertures, d'entre les quals sobresurten en especial dues: per una banda, la central, com a portal adovellat de mig punt, amb dovel·les de gran embergadura. Mentre que per l'altra, el lateral, com a accés emmarcat per una gran llinda monolítica, conformant un arc pla, amb muntants de pedra. Pel que fa al primer pis o planta noble, a primera o a simple crida extraordinàriament l'atenció, l'obertura central. Aquesta es caracteritza per una sèrie de trets: ens trobem davant d'un exemplar únic i peculiar – únic en la seva espècie-, de caràcter renaixentista, amb guardapols, muntants de pedra i ampit treballat. Destaca en especial el guardapols, en el qual s'observa una gran concentració de temàtica i figuració humana, inèdita fins al moment, i sense punt de comparació. Tot i això, es troba immers en un estat bastant avançat de deteriorament i degradació, com molt bé ho demostra la manca de parts escultòriques determinants. Tot i això, aquesta no es troba sola, sinó que està flanquejada per dues obertures de similar tipologia; és a dir: quadrangulars, d'arc conopial, muntants de pedra, ampit treballat i amb la diferència que la més propera al rellotge de sol desgastat, en el dintell conté quatre rossasses esculpides en baix relleu, en que les dues laterals són de mida més gran que les dues centrals. Coberta amb una teulada de vessants a laterals o dues aigües, i cornisa catalana.

## Història
El 13 de les Calendes d'abril de 1301, Simó Ferrer, clergue i domer de Maçanet, vengué a J. Dot, una feixa de terra dins el prat Jover, on s'establí el Mas Dot,epl preu de 100 lliures. La família Dot va ser senyora del mas fins 1609, quan se’n feu venda per execució de cort a favor del reverend Geroni Puig, del Mas Puig de la Plaça de l'Església, pel preu de 275 lliures. També aquest va ser domer de la doma del Puig. Cal afegir que a conseqüència de la compra que va fer d'una peça de terra de propietat de Berenguer de Foixà, donzell del Palau, la família Dot és obligada a fer par amb el gra i forment del cens que pagava aquesta peça i a repartir-lo a la porta de l'església el dia dels Morts. A la part de darrere i contigua a la casa, hi ha una peça de terra que abans era sempre “estanyada” o inundada d'aigua i que pertany al terme de Sils.
El dia 7 de setembre de 1740, va ser convocada reunió a la plaça de Sils de tots els que tenien drets sobre terrenys situats a l'estany, perquè contribuïssin econòmicament a l'obra de dessecació o sinó perdrien els seus drets. A causa de la poca concurrència que hi va haver a la convocatòria, Narcís Sala i Spígol va fer un escrit i demanà que s'abolís aquesta crida, i així es va fer com consta en el “Manual de la Cúria d'Hostalric”. Prop de Mas Dot, en una peça de terra del Mas Puig, hi ha les restes d'una sínia que es creu que és del segle xviii.
La casa té uns detalls arquitectònics molt interessants. La finestra central sembla que es va construir amb materials d'una altra construcció, entre els quals destaquen alguns elements escultòrics renaixentistes. La finca l'habitava a finals dels anys vuitanta del segle passat, en Pere Vila Pérez i família, que també treballava totes les terres contigües. A dintre de la casa hi havia una casa que ja és desapareguda, anomenada Can Pagès. Estava situada a solixent del Mas Dot i a ponent de Can Comaleres. La primera dada és de l'any 1490 amb Joan Pagès. Després Salvi Grau, casat amb Maria Pagès. Al 1506, Pere Maimó, casat amb Salvia Pagès. L'any 1532, tenim als germans Marc i Damià Pagès. Aquests definiren a favor de Benet Dot, de tots els drets que els poguessin competir del Mas Pagès. I a partir d'aquesta data, la finca va constituir una sola unitat amb Can Dot. Al 1540 tenim a Miquel Pagès, fill de Pere Maimó, que va ser qui firmà definició de tots els drets del Mas Pagès a favor de Benet Dot.